# Le Corsaire

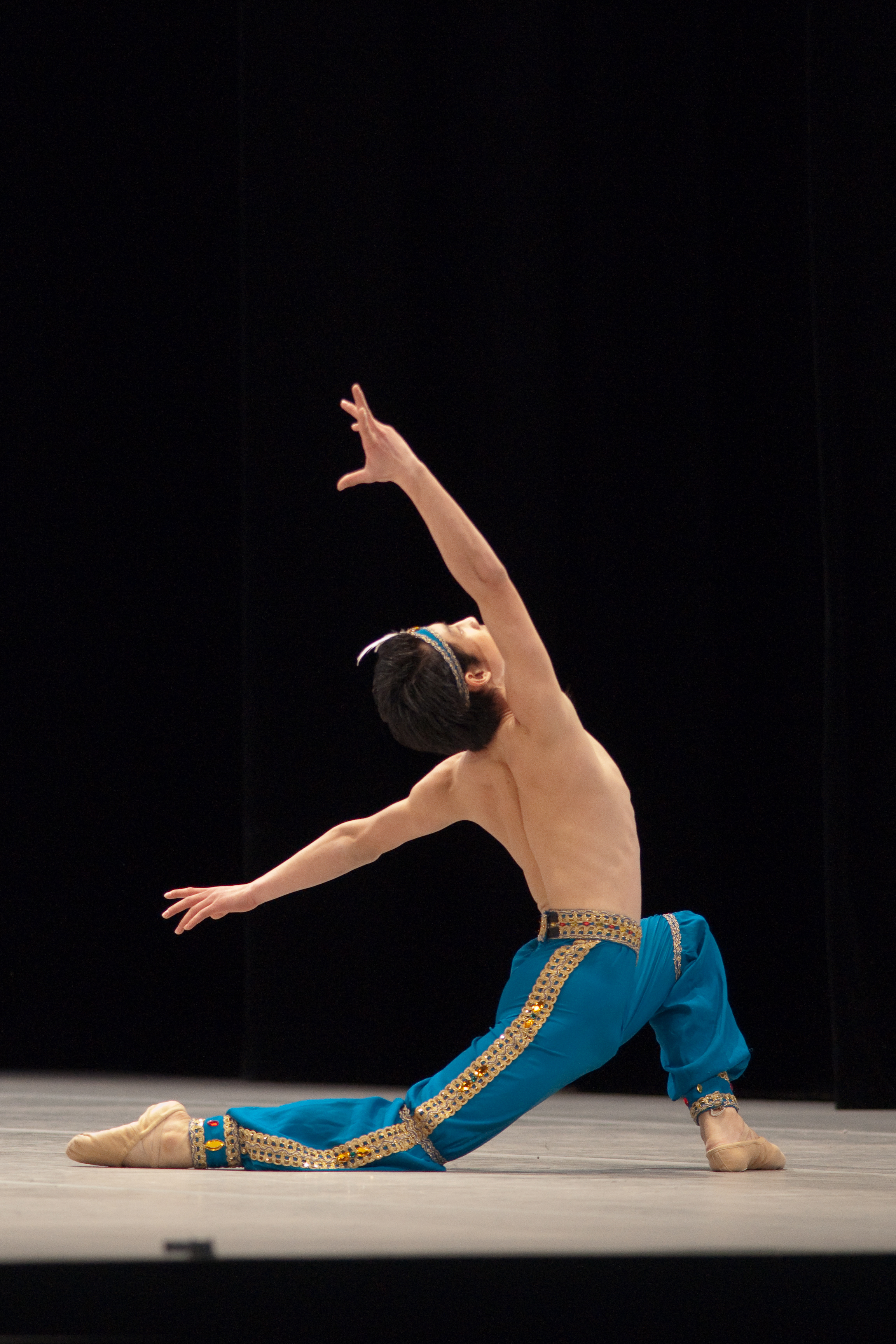
Variação de Le Corsaire no Prix de Lausanne 2010.

Le Corsaire, conhecido em português como "O Corsário", é um balé de repertório, baseado no poema de Lord Byron, com música de Adolphe Adam (com peças adicionais) e coreografias de Marius Petipa, depois de Joseph Mazilier e Jules Perrot.

## Origens
Do poema original de Lord Byron, datado de 1814, foram criados cinco ballets iniciais: 
- 1826: por Giovanni Galzerani para o Ballet de La Scala, Milão.

- 1835: foi apresentada em 12 de agosto a versão do maître de ballet da Ópera de Paris (ou Ballet du Théâtre de l'Academie Royale de Musique, como era conhecido na ocasião). Estrelando a prémiere danseuse Fanny Elssler no papel principal (Mathilde), com libretto do dramaturgo Adolphe Nourrit e música composta por Casimir Gide, curiosamente baseada na obra de compositores como Beethoven e Rossini. O ballet foi recebido por críticos da época com indiferença.

- 1837: no dia 29 de julho, estreou no King's Theatre de Londres a versão do maître Ferdinand Albert Decombe (ou apenas "Albert", no programa oficial), a partir de músicas do harpista francês Nicholas Bochsa. Os papéis principais foram de Hermine Elssler como Medora e Pauline Duvernay como Gulnare. O próprio Albert atuou como Conrad. Albert encenou um revival desse ballet em 30 de setembro de 1944, no Theatre Royal Dury Lane. Vale citar que a bailarina que dançou como Gulnare, Adéle Dumilatre, havia criado, em 1841, o papel de Myrtha, em Giselle.

- 1838: a quarta versão do ballet foi criada bor um dos principais coreógrafos e maîtres de ballet da Era romântica, Filippo Taglioni (criador do La Sylphide original), e foi criado a partir de músicas de Herbert Gärich, para a Opera da Corte da Prússia, em Berlim.

- 1856: apresentada no dia 23 de janeiro, essa versão foi idealizada pelo ministro de Estado francês François Louise Crosnier, também diretor do Théâtre Impérial de l'Opéra, e pela Imperatriz Eugénie, esposa de Napoleão III. O coreógrafo selecionado para o trabalho foi o renomado Premier Maître de Ballet Joseph Mazilier, famoso por ballets de longa duração, como Paquita (1846), para o Ballet du Théâtre Impérial de l'Opéra. Como era comum no século XIX, um homem letrado era convidado para escrever o libretto. Neste caso, Mazilier procurou pelo melhor dramaturgo da época, Jules-Henri Vernoy de Saint-Georges, que criou roteiros (ou libretti) para grandes ballets de sua época, mais notavelmente Giselle (em colaboração com Théophile Gautier em 1841) e A Filha do Faraó (com Marius Petipa em 1862). A música composta para este ballet compõe grande parte da versão que conhecemos hoje, e foi composta por Adolphe Adam, famoso na época pelo sucesso de Giselle. Os papéis principais foram para os melhores bailarinos da Ópera que, na ocasião, eram todos italianos: Carolina Rosati, Prima Ballerina Assoluta, como Medora, o ator Domenico Segarelli como Conrad, que foi criado somente com mise-en-scéne, ou seja, atuação, e Claudina Cucchi, como Gulnare, que se tornou uma ballerina importante e famosa após encenar este papel. O sucesso do ballet foi tão grande, que o Imperador e a Imperatriz se tornaram amantes do ballet, e passaram a idealizar várias outras produções. O ballet foi retirado do repertório um ano depois, quando Mazilier se aposentou.

## As versões russas
A versão hoje conhecida de Le Corsaire, derivada da coreografia de Marius Petipa, foi criada posteriormente à primeira versão russa do ballet. Esta foi criada e idealizada pelo maître de ballet do Corpo de Baile Imperial de São Petersburgo, Jules Perrot, e teve sua premiére em 24 de janeiro de 1858, no Teatro Imperial Bolshoi Kamenny (atual Teatro Bolshoi), e foi criado especialmente para a bailarina Ekaterina Friedbürg, estrelando também o jovem Marius Petipa como Conrad. Pouco se sabe que mas Petipa começou a idealizar sua versão do ballet nessa época, quando ganhou de Perrot carta branca para coreografar algumas danças, como o "Pas des Éventails", do I Ato.
Ao longo de sua longa carreira como maître, Petipa recriou Le Corsaire em quatro ocasiões. A primeira, foi um presente à sua esposa, a Prima Ballerina Maria Surovshchikova-Petipa, com o Danseur Cristhian Johansson como Conrad, em 1863. Para essa versão, Petipa trabalhou em conjuto com o compositor Cesare Pugni, que revisou a partitura original de Adam e incluiu muito material adicional, comum nas versões atuais do ballet.

## Personagens
- Conrado, o corsário
- Seid, paxá da ilha de Cós
- Isaac Lanqueden, dono de um bazar em Adrianópolis
- Birbando, lugar-tenente de Conrado
- O chefe dos eunucos do harém do Paxá Saíde
- Medora, jovem grega
- Zulmeia, sultana favorita de Saíde
- Gulnara, escrava do paxá

## Peças adicionais
Abertura: Criada por Cesare Pugni para o início do I Ato, após o Prólogo, para o revival de Petipa, 1863.
Pas d'Esclave (A Escrava e o Mercador): Em 1858, Petipa incluiu, no I Ato do ballet, um pas de deux, retirado de seu ballet de 1857 A Rosa, a Violeta e a Borboleta, com músicas do Príncipe Pyotr Georgievitch de Oldenburg. O Pas d'Esclave de Petipa era um Pas d'Action dramático para três bailarinos, em que uma garota escrava era apresentada a potenciais compradores no mercado de escravos, sendo os personagens a garota escrava, um homem escravo que tenta consolá-la e um mercador. Quando Agrippina Vaganova (famosa coreógrafa, cujo nome originou a Escola de Danças Clássicas do Ballet de Mariinsky - Kirov -, a Academia Vaganova) criou sua versão de Le Corsaire em 1931, colocou a personagem Gulnare no papel da escrava, e retirou o personagem escravo masculino, transformando o pas em um pas de deux, que ficou popularmente conhecido como A Escrava e o Mercador. Apenas na versão de Pyotr Gusev, de 1955, para o Ballet do Teatro Maly, em Leningrado, o personagem Lankendem foi colocado no lugar do mercador anônimo no pas de deux.
Originalmente, o pas d'esclave não consistia de variações ou solos. Com o passar do tempo, muitos solos de outros ballets foram interpolados a este pas. As variações tradicionalmente dançadas hoje, foram selecionadas no início do século XX: a variação masculina, dançada por Lankendem, foi criada a partir da música de um compositor desconhecido, de sobrenome Zibin, possivelmente um pianista da Academia Vaganova. Tirada de algum ballet, ou possivelmente alguma variação criada para uma competição de dança, o solo foi interpolado ao pas por Pierre Vladmirov, quando ele interpretou Lankendem em 1914, por isso, a partirura é conhecida, entre os funcionários de Teatro Mariinsky, como Variation pour Vladimirov. A coreografia da variação dançada hoje é assinada por Vakhtang Chabukani, criada em 1931. A variação feminina, dançada por Gulnare, foi incluída no ballet por Marius Petipa em 1888, retirada de seu ballet La Vestale. A coreografia atual foi criada por Pyotr Gusev.
Grand Pas de Six: Em sua versão de 1868, Petipa moveu para a segunda cena do I Ato o Pas des Éventails de Mazilier, transformando-o em um pas de six, no qual dançam Conrad e Medora, com mais dois casais de bailarinos, semelhante ao adagio do pas de deux do I Ato de La Bayadère. Em 1915, foi transformado no pas de deux de Le Corsaire. O Grand Pas de Six foi recuperado na produção de 2007 do Ballet Bolshoi de Moscou, coreografada por Alexei Ratmansky, que visou recuperar a maior parte do que havia sido esquecido das versões anteriores do ballet. Além do pas de six, Ratmansky recriou todo o Pas des Éventails, a partir das notações feitas por Petipa em 1899, arquivadas atualmente na Universidade de Harvard, na coleção Sergeyev, com a música de Riccardo Drigo originalmente criada para A Floresta Encantada. A produção do Bolshoi de 2007, coreografada por Ratmansky, foi eleita a montagem mais cara da história do ballet, custando 1,5 milhões de dólares americanos.
“Au Bord!”: Na primeira versão de Petipa, foi incluída uma polka, composta por Pugni na ocasião, em que Medora, interpretada por Maria Surovshchikova-Petipa, dança fantasiada de Corsário (um pas de caractéristíque), sendo que, no fim da dança, a bailarina, de forma incomum nos ballets de Petipa, grita “Au Bord!” em um pequeno megafone improvisado. Esta parte foi, por um bom tempo, ignorada nas montagens do ballet, resurgindo também na versão do Ballet Bolshoi de 2007, tendo Svetlana Zakharova criado o papel de Medora.
Pas de Trois des Odalisques: Em sua versão de 1863, Petipa expandiu o Pas des Odalisques do II Ato, transformando-o em um pas de trois classique, com um entrée (mantendo a valsa original criada por Adam para o pas), três variações e uma coda. As duas primeiras variações e a coda foram criadas por Pugni, enquanto a terceira variação (dançada por Gillian Murphy, na versão de Kevin McKenzie, encenada pelo American Ballet Theatre em 1999), foi tirada da partitura original de Adam.
Le Jardin Animé: Na versão de Mazilier, a cena hoje conhecida como Jardin Animé, era o Grand Pas do ballet, e se chamava Pas des Fleurs. Petipa transformou a cena em um corps de ballet com vários movimentos e duas variações (uma de Medora, outra de Gulnare). 
Em sua versão do ballet de 1899, Petipa criou variações diferentes das anteriores para Gulnare e Medora. As anteriores haviam sido criadas a partir de músicas de Leo Delibes (famoso pelo ballet Coppélia). A variação de Gulnare foi feita a partir da Variation d’Amour, retirada do ballet de Petipa As Aventuras de Peleus, de 1876, por Ludwig Minkus (Don Quixote, La Bayadére) enquanto a variação de Medora foi tirada da partitura criada por Riccardo Drigo (Esmeralda) para um revival de 1895 de Pigmalião.
Atualmente, a variação de Gulnare é geralmente substituída pela original de 1885, do harpista Albert Zabel, e a de Medora ainda é mantida em produções do Ballet Mariinsky/Kirov, enquanto outras produções, como a do American Ballet Theatre de 1999, normalmente optam pela variação proposta por Natalia Dudinskaya para o papel, proveniente do ballet Don Quixote, com música de Minkus, sendo a variação da segunda Dama de Honra, no III Ato.